# Perirrhanterion

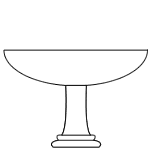
Dessin d’un perirrhanterion

Les perirrhanteria, du mot grec περίρραντήριον (« perirrhanterion », περί pour autour et ραίνειν pour asperger), sont des bassins sur pied ayant une fonction cultuelle et destinés plus particulièrement à l’ablution rituelle. Il s’agit d’une forme de vase grec, proche du louterion.
Ils peuvent être le plus souvent en pierre, plus précisément en marbre, et localisés dans les sanctuaires grecs de la période archaïque et des périodes suivantes. Ils existent également mais plus rarement en céramique, comme le fameux perirrhanterion historié du site de l’Incoronata.
Un important centre de production de perirrhanteria était Corinthe, où cette forme apparaît à partir de la fin du VIIIe siècle av. J.-C., puis encore produit et exporté à l'époque hellénistique.